# Henry Matthews, 1. Viscount Llandaff

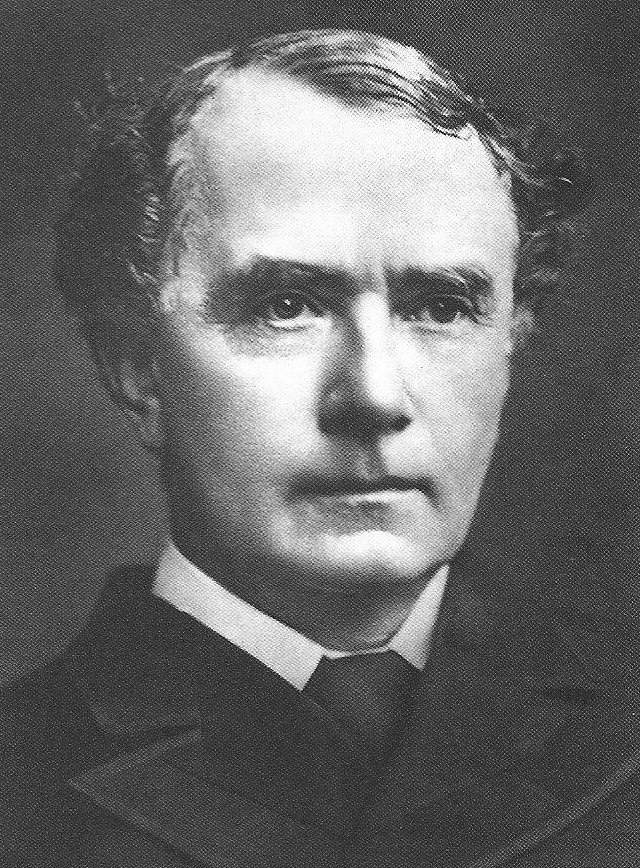
Henry Matthews, Viscount Llandaff

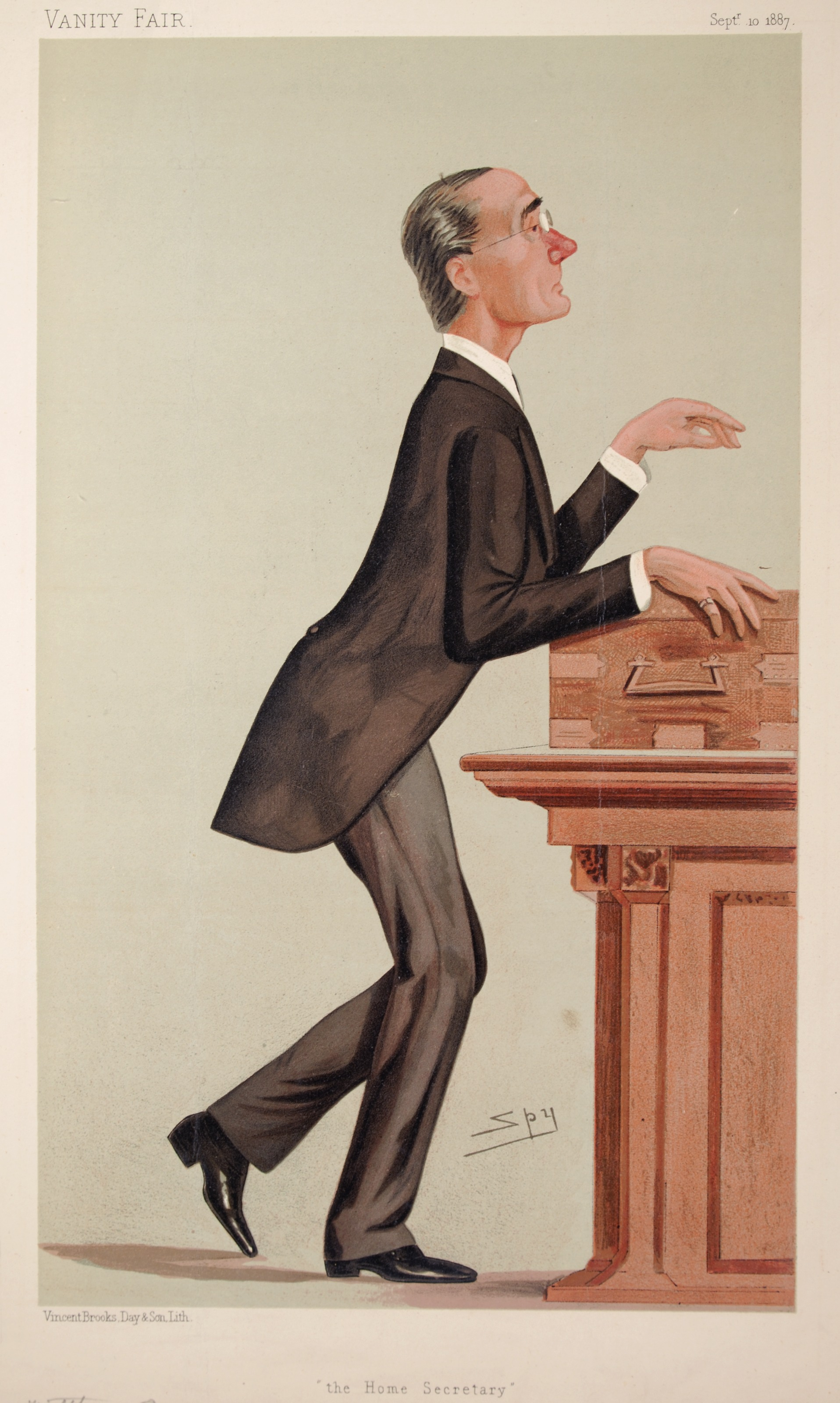
Henry Matthews in einer Karikatur in der Zeitschrift Vanity Fair vom 10. September 1887

Henry Matthews, 1. Viscount Llandaff PC QC (* 13. Januar 1826 in Ceylon; † 3. April 1913 in London) war ein britischer Rechtsanwalt und Politiker der Conservative Party, der zwischen 1868 und 1874 sowie erneut von 1886 bis 1895 Mitglied des House of Commons war und von 1886 bis 1892 das Amt des Innenministers bekleidete. In seine Amtszeit fielen die Morde des sogenannten „Jack the Ripper“. 1895 wurde er als Viscount Llandaff in den erblichen Adelsstand erhoben und gehörte damit bis zu seinem Tod dem House of Lords als Mitglied an.

## Leben

### Rechtsanwalt und Unterhausabgeordneter
Matthews war der Sohn von Henry Matthews, der als Richter in Ceylon tätig war, sowie dessen Ehefrau Emma Blount. Er begann nach dem Schulbesuch zunächst ein grundständiges Studium an der Universität von Paris, das er 1847 an der Universität London mit einem Bachelor of Arts (B.A.) abschloss. Ein darauf folgendes postgraduales Studium der Rechtswissenschaften an der Universität London beendete er 1849 mit einem Bachelor of Laws (LL.B.). Nach seiner anwaltlichen Zulassung bei der Rechtsanwaltskammer (Inns of Court) von Lincoln’s Inn nahm er 1850 eine Tätigkeit als Barrister auf. Zwischenzeitlich fungierte er von 1864 bis 1869 als Sekretär von Earl Marshal Henry Fitzalan-Howard, 15. Duke of Norfolk und wurde für seine juristischen Verdienste 1868 zum Kronanwalt (Queen’s Counsel) ernannt.
Am 17. November 1868 wurde Matthews als Kandidat der Conservative Party erstmals zum Mitglied des House of Commons gewählt und vertrat dort zunächst bis zum 31. Januar 1874 den Wahlkreis Dungarvan. Nachdem er zwischenzeitlich wieder mehrere Jahre als Rechtsanwalt tätig gewesen war, wurde er als Kandidat der konservativen Tories am 1. Juli 1886 wieder zum Abgeordneten des Unterhauses gewählt und vertrat dort nunmehr bis zum 13. Juli 1895 den Wahlkreis Birmingham East.
Als Abgeordneter hatte Matthews maßgeblichen Einfluss auf das Verfahren im Scheidungsskandal um den liberalen Politiker Charles Dilke, 2. Baronet 1885. Seine Taktik im Kreuzverhör führte dazu, dass Dilke als Minister für die Kommunalverwaltung (President of the Local Government Board) zurücktrat und auch sein Abgeordnetenmandat niederlegte.

### Innenminister,Jack the Ripperund Oberhausmitglied
Premierminister Robert Gascoyne-Cecil, 3. Marquess of Salisbury ernannte Matthews am 3. August 1886 zum Innenminister (Home Secretary). Er übte dieses Amt bis zum Ende von dessen Amtszeit am 15. August 1892 aus. Zugleich wurde er 1886 Mitglied des Privy Council.
In seine Amtszeit als Innenminister fielen im Herbst 1888 die Morde von Jack the Ripper, dem die Morde an mindestens fünf Prostituierten im Londoner East End zugerechnet werden. Der Polizei unter dem Commissioner of Police of the Metropolis, Charles Warren, gelang es nicht, den Mann zu fassen. Der ständigen Kritik der Presse begegnete Warren in unkluger Weise durch öffentliche Unterstützung von Bürgerwehren. Da er außerdem als Liberaler im Konflikt mit dem Innenministerium (Home Office) unter Matthews stand, was zu ständigen Intrigen in seinem Amt führte, trat Warren am 9. November 1888 zurück und schied aus dem Polizeidienst aus.
Matthews sprach sich ferner gegen die Todesstrafe aus, vermied aber beispielsweise eine Intervention zu Gunsten des verurteilten polnisch-jüdischen Mörders Israel Lipski, so dass dieser am 21. August 1887 im Hof des Newgate Prison gehängt wurde.
Nach seinem Ausscheiden aus dem Unterhaus wurde Matthews durch ein Letters Patent vom 5. August 1892 als Viscount Llandaff, of Hereford, in the County of Hereford in den erblichen Adelsstand erhoben und gehörte bis zu seinem Tod dem House of Lords als Mitglied an. Da er unverheiratet blieb und kinderlos verstarb, erlosch mit seinem Tod sein Adelstitel.